# Jakob de Tavernier
Jakob de Tavernier (? – Oudenaarde, 1454) was een Vlaams kunstschilder, miniaturist en beeldenmaker die werkte in het tweede kwart van de 15e eeuw (1428-1454) in Oudenaarde.

## Biografie

### Familie
Uit allerhande documenten kennen we drie broers Tavernier die tussen 1428 en 1475 actief waren in Oudenaarde: Gillis, Jacob en Geraerd. Er was in de 15e eeuw nog geen schildersambacht in Oudenaarde maar men kon informatie vinden over deze broers in andere documenten. Gillis en Geraerd waren schilders, Jakob was schilder en miniaturist. De broers Tavernier maakten geen deel uit van de vele families Tavernier uit het Oudenaardse die allemaal buitenpoorters waren uit de kasselrij Oudenaarde, zij zelf waren echte stedelingen. We vinden van hen geen inschrijvingen in de poortersboeken van Oudenaarde of Pamele, maar uit de baljuwrekeningen kan men opmaken dat ze poorter waren.

### Identificatie
De drie broers waren lid van de St.-Jorisgilde van boogschutters en hoorden volgens de documenten van de gilde bij de betere schutters die verschillende prijzen wonnen. Jakob de Tavernier werkte in Oudenaarde in de periode van 1428-1454. In documenten werd hij ook Coppin de Tavernier, Coppin de verlichter, Jakob de schilder of Jakob de beeldenmaker genoemd. Naast zijn werk als miniaturist, schilder en beeldenmaker had hij bijkomende inkomsten als wijntavernier.

### Huwelijk
Jakob de Tavernier was gehuwd met Kateline Dreet en ze hadden een dochter Wouborge. Ze hadden samen geen zoon, maar in de doodschuldenlijst van de St.-Jorisgilde staat een “Jan Tavernier fs Jakobs” ingeschreven.

### Bastaardzoon
Volgens recent onderzoek  zou Jakob de Tavernier de vader zijn geweest van de bekende miniaturist Jan Tavernier. In 1448-1449 heeft Jacob een missaal voor de Onze Lieve Vrouwebroederschap in de Oudnaardse Sint Walburgakerk verlucht. De rekening vermeldde expliciet het drinkgeld dat betaald werd aan een niet nader genoemde zoon van Jacob. Deze zoon zou Jan de Tavernier zijn? die op dat moment zijn opleiding bij zijn vader beëindigde. Deze hypothese wordt ondersteund door het feit dat een “Jan de Taverneir filius Jacob bastaard” toetrad tot de St. Jorisgilde in Oudenaarde waarvan ook zijn vader en zijn twee ooms, Gillis en Geeraerd, lid waren. Dit is in lijn met een vraag tot wettiging van een “Jehan le Tavernier d’Audenaerde” bij de Bourgondische autoriteiten.

## Leercontracten
Er zijn twee leercontracten bekend die Coppin de Tavernier aanging om jonge mensen op te leiden tot miniaturist. Een eerste contract voor drie jaar werd afgesloten in 1431 voor de opleiding van een wees Leins Vleming. In juni 1436 sloot hij een nieuw leercontract voor zes jaar af met Willekine van den Haute. Van de verdere loopbaan van die twee leerlingen  is niets met zekerheid bekend.

## Werken
Er zijn geen werken van Jacob de Tavernier teruggevonden en geen bewaarde anonieme werken aan hem toegeschreven. De werken van Jacob de Tavernier kennen we dus uitsluitend uit beschrijvingen in allerlei rekeningen en archieven.

### Psalmboeken voor de abdij van Ename
De eerste bekende opdracht was uit 1431-1432 en betrof de verluchting van twee psalmboeken voor de abdij van Ename. Hij moest in de boeken respectievelijk 650 en 675 grote letters “floreren”. Grote letters of versierde initialen waren de beginletters van paragrafen in de psalmteksten die meer dan één regel hoog waren. De letters moesten versierd worden met rankwerk, bloemen of geometrische motieven uitgevoerd in diverse kleuren dikwijls op een achtergrond van bladgoud. Hij kreeg hiervoor ongeveer 1 pond parisis per 200 letters, een dagloner metserdiender moest hiervoor 25 à 30 dagen werken.

### Polychromeren van beelden
Op dezelfde rekening van 1431-1432 stond de opdracht voor het vergulden en schilderen van beelden van St-Barbara en van St-Kateline. Waarschijnlijk was dit ook een op dracht voor Jakob de Tavernier. Jakob moet hieraan gewerkt hebben met leerjongens want de rekening vermeldde een dingkgeld van 8 deniers voor de “kinderen”, hijzelf zou voor deze opdracht 60 pond parisis ontvangen hebben. Dit bedrag is vrij groot, maar men moet er rekening mee houden dat de schilder zelf de grondstoffen voor het aanmaken van de kleuren en het bladgoud moest leveren.

### Opdracht van de priorin van het hospitaal
Pas in 1440-1441 vinden we documentair bewijs van een nieuwe opdracht, van Mergriete van Clessenare, de priorin van het hospitaal van Oudenaarde. Jakob de Tavernier ontving een som van 3,5 pond parisis voor het verven van haar overdekte koets en het produceren van vaandels met haar wapen. Dit toont nogmaals aan dat kunstschilders in de middeleeuwen een zeer breed werkdomein hadden en evengoed decoratief schilderwerk uitvoerden als panelen en miniaturen schilderden.

### Miniatuur op een aflaatbrief
De Onze-Lieve Vrouwe-gilde had twee aflaatbrievenlaten vertalen uit het Latijn naar het “vlaemsch” en die vertaling uitgeschreven op perkament, dat dan op een houten paneeltje werd aangebracht. Jakob de Tavernier kreeg in 1443 de opdracht hierop een afbeelding van Maria te schilderen. Hij kreeg hiervoor slechts twaalf sols parisis, wat betekent dat het waarschijnlijk slechts het werk van één dag was. Uit deze kleine opdracht kan men dan weer afleiden dat Jakob de Tavernier ook lossebladminiaturen heeft gemaakt.

### Missaal van de OLV-gilde van Oudenaarde
Uit 1448-1449 komt de laatste bekende opdracht aan Jakob de Tavernier. Van dezelfde Onze-Lieve Vrouwe-gilde kreeg hij de opdracht voor het vervaardigen van een missaal. De coördinator voor het samenstellen van het missaal was waarschijnlijk de Oudenaardse priester-notaris Robbrecht Hoen. Waarschijnlijk was hij ook de scribent, maar het is ook mogelijk dat het Jan de Crooc was, parochiepriester van Sint-Walburga. Aangezien de prijs van 9 pond parisis die voor het verluchten van het missaal betaald werden behoorlijk meer is de 6 pond 12 sous voor de twee psalmboeken, kan men ervan uitgaan dat Jakob de Tavernier in het missaal enkele half- en volbladminiaturen heeft toegevoegd.